# دشت گرگانیان
دشت گُرگانیان (یونانی: Ὑρκάνιον πεδίον) دشتی در نزدیکی سارد، پایتخت استانی ساتراپی (استان) هخامنشی اسپاردا بود. این دشت که در دره هرموس (رود گدیز، استان کوتاهیه) در ترکیه غربی امروزی واقع شده است، طبق گفته استرابون، جغرافیدان و مورخ باستان، نام خود را از گرگانی‌هایی گرفته است که توسط هخامنشیان در آنجا ساکن شده بودند.
نیکلاس ویکتور سِکوندا، مورخ و باستان‌شناس معاصر، معتقد است که این دشت یا «محدود به دره پیداسوس بود یا در یک نوار وسیع در امتداد فریگیوس از تیاتِیرا تا مگنزیا-بر-سیپیلوس در غرب و احتمالاً تا سارد در جنوب شرقی امتداد داشت».
مرکز پرستش ایرانی‌تباران ساکن در دشت گرگانیان احتمالاً آتشکده هیرکوم بود که تقریباً در مرکز دشت قرار داشت. این آتشکده احتمالاً توسط اولین پادشاه هخامنشی، کوروش بزرگ (حکومت: ۵۵۹–۵۳۰ قبل از میلاد) تأسیس شده بود.
سِکوندا توضیح می‌دهد که سواره‌نظام هیرکانی (گرگانی) که در نبرد گرانیک علیه مقدونی‌های مهاجم به رهبری اسکندر مقدونی (حکومت: ۳۳۶–۳۲۳ قبل از میلاد) جنگیدند، اغلب به عنوان مهاجرانی از دشت گرگانیان دیده می‌شوند. با این حال، او اضافه می‌کند که «بسیار محتمل‌تر» است که این دسته سواره‌نظام در واقع توسط داریوش سوم (حکومت ۳۳۶–۳۳۰ قبل از میلاد) برای تقویت دفاعیات هخامنشی در غرب آسیای کوچک فرستاده شده بودند.
نام هیرکانی در عصر هلنیستی و دوره روم به عنوان نام یک شهر باقی ماند و ساکنان آن مقدونی‌های هیرکانی نامیده می‌شدند.
نیکلاس ویکتور سِکوندا، مورخ و باستان‌شناس معاصر، معتقد است که مهاجران گرگانی اولیه در برهه‌ای از زمان، از زمین‌های خود محروم شده یا تابع مهاجران نظامی مقدونیه باستان شده بودند.